# Gulufa (rivière)
Le Gulufa est une rivière en Éthiopie, dans le woreda de Seka Chekorsa.